# Australien (Schiff)
Die Australien war ein 1890 in Dienst gestelltes Passagierschiff der französischen Reederei Messageries Maritimes, das für den Transport von Passagieren und Fracht von Marseille nach Australien gebaut wurde. Am 19. Juli 1918 wurde sie im Mittelmeer von einem deutschen U-Boot versenkt, wobei 20 zivile Passagiere und Besatzungsmitglieder ums Leben kamen.

## Das Schiff
Das 6.376 BRT große Dampfschiff Australien wurde 1889 auf der Werft Chantiers Navals de La Ciotat in der südfranzösischen Hafenstadt La Ciotat gebaut. Das Passagier- und Frachtschiff war 147,01 Meter lang, 15 Meter breit und hatte eine Seitenhöhe von 7,35 Metern. Die Australien hatte zwei Schornsteine und drei Masten. Die Dreifachexpansions-Dampfmaschine, die eine Einzelschraube antrieb, leistete 7.000 PS und ermöglichte eine Geschwindigkeit von 17,5 Knoten (32,4 km/h). Das Schiff hatte eine Tragfähigkeit von 5.000 Tonnen und eine Verdrängung von 10.300 Tonnen.
Die Australien wurde für den Passagier- und Frachtverkehr nach Australien und Neukaledonien gebaut. Sie konnte 172 Passagiere in der Ersten, 71 in der Zweiten und 103 in der Dritten Klasse befördern. Sie lief am 26. Mai 1889 vom Stapel und wurde im Februar 1890 fertiggestellt. Am 3. März 1890 lief sie in Marseille zu ihrer Jungfernfahrt aus. Auf einer Fahrt im Juli 1895 hatte sie den Maler Paul Gauguin an Bord. 1903 wurde der Rumpf weiß gestrichen.
Die Australien war das zweite in einer Reihe von vier identischen Schwesterschiffen, die für den Passagier- und Frachtverkehr nach Australien gebaut wurden. Die anderen waren die Polynésien (1890), die Armand Béhic (1892) und die Ville de La Ciotat (1892). Alle vier Schiffe waren um die 6.400 BRT groß, hatten zwei Schornsteine, eine vierblättrige Schraube sowie drei Masten mit der Takelage einer Bark. Die vier Schiffe standen in direkter Konkurrenz zu vier neuen Linienschiffen der britischen Reederei Peninsular and Oriental Steam Navigation Company auf der gleichen Route, der Victoria (1887), Britannia (1887), Arcadia (1888) und Oceania (1888). Die Armand Béhic überstand als einziges der Vierergruppe den Seekrieg im Ersten Weltkrieg und wurde 1924 abgewrackt. Die Ville de La Ciotat wurde von U 34 am 24. Dezember 1915 vor Kap Tenaro versenkt (81 Tote) und die Polynésien am 10. August 1918 vor Valletta von UC 22 (19 Tote).

## Versenkung
Am Freitag, dem 19. Juli 1918 befand sich die Australien auf einer Fahrt von Marseille nach Port Said. Neben der Besatzung waren 951 Passagiere an Bord. 26 Seemeilen nordöstlich von Kap Bon an der Küste von Tunesien wurde sie gegen 18.30 Uhr von dem deutschen U-Boot UC 54 unter dem Kommando von Oberleutnant zur See Otto Loycke torpediert. Die meisten Personen konnten das Schiff verlassen, bevor es sank, doch 17 Besatzungsmitglieder und drei Passagiere kamen ums Leben.